# Puccinellia altaica
Puccinellia altaica är en gräsart som beskrevs av Nikolai Nikolaievich Tzvelev. Puccinellia altaica ingår i släktet saltgrässläktet, och familjen gräs. Inga underarter finns listade i Catalogue of Life.